# ヴィンチェンツォ・ベッリーニ

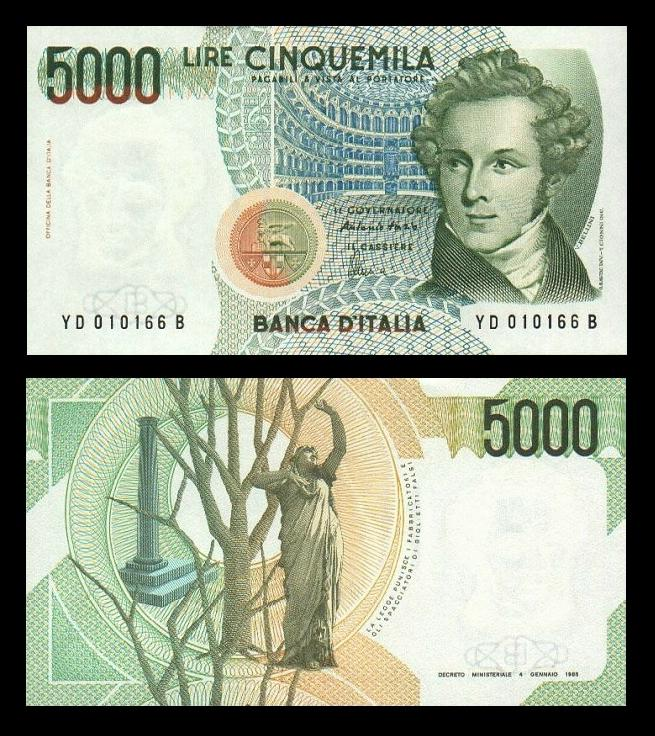
ベッリーニの肖像がデザインされている5000リラ紙幣

ヴィンチェンツォ・サルヴァトーレ・カルメーロ・フランチェスコ・ベッリーニ（Vincenzo Salvatore Carmelo Francesco Bellini, 1801年11月3日 - 1835年9月23日）はシチリア島・カターニアに生れ、パリ近郊で没した作曲家。主としてオペラの作曲家として有名である。名字はベルリーニ、ベリーニとも表記される。1985年から1996年まで発行された5000イタリア・リレ（リラの複数形）紙幣に肖像が採用されていた。
ロッシーニやドニゼッティとともに「ベルカント・オペラ」と称される19世紀前半のイタリアオペラを代表する作曲家である。中でも特にベッリーニについてはショパン、ベルリオーズ、ワーグナーらの賞賛と愛情の言葉を得ている事で知られている。父親も祖父も音楽家であり、音楽を学ぶ前から作曲を始めたという神童であった。

## 生涯

### 出自と学生時代
合唱指揮者でオルガニストでもあったロサリオ・ベッリーニを父とし、11人きょうだいの第1子として1801年11月3日、カターニアで生まれる。祖父ヴィンチェンツォ・トビアも宗教音楽やオペラなどを手がけた作曲家。祖父と同じ名を名付けられたベッリーニは3歳で音楽の勉強を開始、6歳で最初の宗教声楽曲を作曲した。1819年、貴族の後援者の助力のもと、ナポリ王立サン・セバスティアーノ音楽院に入学、フルノ、トリット、ツィンガレッリに師事。特にツィンガレッリが熱心な古典音楽の信奉者であったことも手伝ってか、この時期には2曲のミサ曲に代表される約20ほどの宗教声楽曲、6つの交響曲、オーボエと弦楽のための協奏曲などを作曲している。

### オペラ作曲家としてのデビュー
音楽院在学中であった1825年には最初のオペラ『アデルソンとサルヴィーニ』を作曲、学校付属の小劇場で初演したが、これが当時いくつものオペラハウスの支配人であったドメニコ・バルバイアの目に留まり、直ちにサンカルロ劇場のための新作の作曲を依頼される。その結果生まれた第2作『ビアンカとジェルナンド』は1826年に初演されて好評を得たが、その折に名テノール歌手・ルビーニの歌唱に接したことが、以降のベッリーニの創作に大きな影響を与えたといわれる。

### ロマーニとの出会い
そしてこの成功をうけ、次にバルバイアは名門ミラノ・スカラ座のための新作を依頼、ベッリーニは第3作となる『海賊』でそれに答えた。この作品は1827年に初演され、またも大成功を収めたが、それによりベッリーニはロッシーニの後継者と目されるようになり、貴族階級の集まるサロンにその一員として迎えられる。またベッリーニはこのオペラで初めて台本作家フェリーチェ・ロマーニとコンビを組んだが、彼を「私の音楽的霊感の源泉」と呼んで絶大な信頼を寄せ、以降の第10作『テンダのベアトリーチェ』までの7作でロマーニの台本を採用した。

### 成功と死
1831年（29歳）、オペラ『夢遊病の女』を発表。大好評を博すが、自身では管弦楽法の未熟さを認識しており、改めて学習したと言われている。1833年、『テンダのベアトリーチェ』の不評から再起すべくパリに移住。1835年（33歳）、最後のオペラとなった『清教徒』が大成功を収めたが、病を得て9月23日に短い生涯を閉じた。慢性の腸疾患だったと言われている。パリのペール・ラシェーズ墓地に埋葬されたが、その後遺体はカターニアに再埋葬された。

## 作品

### 歌劇
- 『アデルソンとサルヴィーニ（イタリア語版、英語版）』1825年
- 『ビアンカとフェルナンド（イタリア語版、英語版）』初演1826年ナポリ
- 『海賊（イタリア語版、英語版）』　初演1827年ミラノ
- 『異国の女（イタリア語版、英語版）』　初演1829年ミラノ
- 『ザイーラ（イタリア語版、英語版）』　初演1829年パルマ
- 『カプレーティとモンテッキ』 初演1830年ヴェネツィア
- 『夢遊病の女』初演1831年3月ミラノ
- 『ノルマ』初演1831年12月ミラノ
- 『テンダのベアトリーチェ（イタリア語版、英語版）』初演1833年3月ヴェネツィア
- 『清教徒』初演1835年1月パリ

### 協奏曲
- オーボエ協奏曲 変ホ長調